# Бондареновское
Бондареновское (Бондареновка) — село в Кизлярском районе Дагестана. Входит в состав Косякинского сельсовета.

## Географическое положение
Населённый пункт расположен на правом берегу реки Таловка, в 2,5 км к западу от центра сельского поселения — Косякино и в 10 км к северо-западу от города Кизляр.

## История
Бывшее русское село, в 1977 году в него в плановом порядке переселяют даргинцев из Дахадаевского района. С конца 1980-х годов в селе начинают селиться аварцы из Цумадинского и Цунтинского районов.

## Население
| 1926 | 1970 | 1989 | 2002 | 2010 | 2021 |
| ---- | ---- | ---- | ---- | ---- | ---- |
| 230  | ↗243 | ↗273 | ↗357 | ↗507 | ↗618 |

Национальный состав
По данным Всесоюзной переписи населения 1926 года:
| № | Национальность | Численность, чел. | Доля |
| - | -------------- | ----------------- | ---- |
| 1 | русские        | 186               | 81 % |
| 2 | украинцы       | 44                | 19 % |

По данным Всероссийской переписи населения 2010 года:
| № | Национальность | Численность, чел. | Доля   |
| - | -------------- | ----------------- | ------ |
| 1 | даргинцы       | 359               | 70,8 % |
| 2 | аварцы         | 109               | 21,5 % |
| 3 | русские        | 28                | 5,5 %  |
| 4 | другие         | 11                | 2,2 %  |

По данным Всероссийской переписи населения 2010 года, в селе проживало 507 человек (241 мужчина и 266 женщин).